# Clematis acapulcensis
El colocho o Clematis acapulcensis es una especie de liana de la familia de las ranunculáceas.  

## Descripción
Son plantas trepadoras    con tallos jóvenes glabros, dispersamente seríceas a cortamente pilosas o tomentosas, los tricomas blancos; plantas dioicas o a veces polígamodioicas. Hojas maduras pinnadas con (3) 5 folíolos primarios, éstos a su vez trifoliados, pinnados, lobados o enteros, brácteas que abrazan a la inflorescencia similares a las hojas vegetativas, pero más comúnmente 5 foliadas y enteras, último folíolo lanceolado u ovado, 2.5–10 cm de largo y 1.5–6 cm de ancho, ápice acuminado (agudo), base redondeada (subcordada o cordada), comúnmente entero, o menos frecuentemente con 1 o 2 dientes en cada lado, dispersamente seríceo en el envés, con tricomas en las axilas de los nervios principales o a veces glabro, 3 o 5 plinervio. Pedicelos de los nudos terminales con brácteas comúnmente lanceoladas u oblanceoladas de 1.5–5 (–18) mm de largo, trilobadas o enteras; sépalos 5–9 mm de largo. Aquenios ovados o lanceolados (elípticos), 2–3 (–4.5) mm de largo y 1.5–2.5 mm de ancho, hírtulos, con tricomas abundantes en toda la superficie, cafés (café rojizos) cuando secos pero con apariencia blanquecina debido a los tricomas, estilo 2–3.5 (–6.5) cm de largo.

## Distribución y hábitat
Es una especie muy común, que se encuentra en áreas alteradas de las zonas norcentral y pacífica; a una altitud de 110–1500 metros; fl ago–mar, fr oct–feb; en el centro y oeste de México hasta Panamá. 

## Taxonomía
Clematis acapulcensis fue descrita por Hook. & Arn. y publicado en The Botany of Captain Beechey's Voyage 410. 1841[1840].
Etimología
Clematis: nombre genérico que proviene del griego klɛmətis. (klématis) "planta que trepa".
acapulcensis: epíteto geográfico que alude a su localización en Acapulco.
Sinonimia
- Clematis americana var. acapulcensis (Hook. & Arn.) K.C.Davis
- Clematis barrancae M.E.Jones
- Clematis brasiliana var. glabra A.St.-Hil.
- Clematis brasiliana var. laxa A.St.-Hil.
- Clematis brasiliana var. minor A.St.-Hil.
- Clematis dioica subsp. acapulcensis (Hook. & Arn.) Kuntze
- Clematis perulata Kuntze
- Clematis stipulata Kuntze[4]